# جائزة دينين الكبرى 2022
جائزة دينين الكبرى 2022 (بالفرنسية: Grand Prix de Denain 2022)‏ هو سباق دراجات هوائية من فئة سباق يوم واحد، وهو الموسم الثالث والستين من جائزة دينين الكبرى، وأقيم في 17 مارس 2022 ضمن سباقات سلسلة سباقات الاتحاد الدولي للدراجات للمحترفين 2022.
فاز بالمركز الأول ماكس والشيد، وبالمركز الثاني يجف دي بوندت، وبالمركز الثالث أدريان بيتي.

## الفرق
| فرق عالمية (8)- AG2R Citroën Team - Bora-Hansgrohe - Cofidis - Groupama-FDJ - Ineos Grenadiers - Intermarché-Wanty-Gobert Matériaux - Jumbo-Visma - UAE Team Emirates فرق برو (8)- Alpecin-Fenix - Arkéa-Samsic - Bardiani-CSF-Faizanè - بي آند بي هوتيلز 2022 ‏ - بنجوال باوليز ساوكس دبليو بي 2022 ‏ - سبورت فلاندرين بالويس 2022 ‏ - TotalEnergies - أونو اكس برو سايكلنج تيم 2022 ‏ فرق قارية (4)- Van Rysel–Roubaix ‏ - Nice Métropole Côte d'Azur ‏ - سانت ميشيل-أوبير 93 2022 ‏ - CIC U Nantes Atlantique ‏ |  |
| |  |

## المشاركون
| Jumbo-Visma TJV | Jumbo-Visma TJV   | Jumbo-Visma TJV |
| --------------- | ----------------- | --------------- |
| م               | عداء              | مرتبة           |
| 1               | بريمو روغيليتش    | 37              |
| 2               | دايفيد ديكر       | 52              |
| 3               | Pascal Eenkhoorn ‏ | لم يكمل السباق  |
| 4               | جوناس فينجارد     | 76              |
| 5               | تيمو روزن (طريق)  | 11              |
| 6               | Mick van Dijke ‏   | 81              |
| 7               | Lennard Hofstede ‏ | لم يكمل السباق  |

| Ineos Grenadiers IGD | Ineos Grenadiers IGD | Ineos Grenadiers IGD |
| -------------------- | -------------------- | -------------------- |
| م                    | عداء                 | مرتبة                |
| 11                   | دانييل مارتينيز      | 29                   |
| 12                   | Kim Heiduk ‏          | 26                   |
| 13                   | جوناتان نارفيز       | 34                   |
| 14                   | ماغنوس شيفيلد        | 43                   |
| 15                   | بن تورنر             | 41                   |

| UAE Team Emirates UAD | UAE Team Emirates UAD | UAE Team Emirates UAD |
| --------------------- | --------------------- | --------------------- |
| م                     | عداء                  | مرتبة                 |
| 21                    | باسكال أكرمان         | لم يكمل السباق        |
| 22                    | Alexys Brunel ‏        | لم يكمل السباق        |
| 23                    | روي أوليفيرا          | 15                    |
| 24                    | فيليكس جروس           | 77                    |
| 25                    | فيجارد ستيك لاينجن    | لم يكمل السباق        |
| 26                    | جويل سوتير            | 86                    |
| 27                    | ماكسيميليانو ريتشيزي  | لم يكمل السباق        |

| AG2R Citroën Team ACT | AG2R Citroën Team ACT   | AG2R Citroën Team ACT |
| --------------------- | ----------------------- | --------------------- |
| م                     | عداء                    | مرتبة                 |
| 32                    | Paul Lapeira ‏           | 28                    |
| 33                    | Aurélien Paret-Peintre ‏ | 24                    |
| 34                    | دامين توزي              | 40                    |
| 35                    | Antoine Raugel ‏         | لم يكمل السباق        |
| 36                    | مارك ساريو              | 5                     |
| 37                    | Nicolas Prodhomme ‏      | 57                    |

| Bora-Hansgrohe BOH | Bora-Hansgrohe BOH | Bora-Hansgrohe BOH |
| ------------------ | ------------------ | ------------------ |
| م                  | عداء               | مرتبة              |
| 42                 | Shane Archbold ‏    | لم يكمل السباق     |
| 43                 | باتريك غامبر       | لم يكمل السباق     |
| 44                 | يوناس كوخ          | لم يكمل السباق     |
| 45                 | Martin Laas ‏       | 78                 |
| 46                 | لوكاس بوستلبيرغر   | لم يكمل السباق     |
| 47                 | Matt Walls ‏        | لم يكمل السباق     |

| Cofidis COF | Cofidis COF               | Cofidis COF    |
| ----------- | ------------------------- | -------------- |
| م           | عداء                      | مرتبة          |
| 51          | ماكس والشيد               | 1              |
| 52          | بيت اليجارت               | 33             |
| 53          | توم بولي                  | لم يكمل السباق |
| 54          | André Carvalho (cyclist) ‏ | 91             |
| 55          | Wesley Kreder ‏            | 53             |
| 56          | Kenneth Vanbilsen ‏        | 69             |
| 57          | Jelle Wallays ‏            | 70             |

| Groupama-FDJ GFC | Groupama-FDJ GFC         | Groupama-FDJ GFC |
| ---------------- | ------------------------ | ---------------- |
| م                | عداء                     | مرتبة            |
| 61               | Lewis Askey ‏             | 46               |
| 62               | Clément Davy ‏            | 72               |
| 63               | ماثيو لاداجنوس           | 38               |
| 64               | Fabian Lienhard ‏         | 32               |
| 65               | Bram Welten ‏             | 10               |
| 66               | Rait Ärm ‏                | 36               |
| 67               | Samuel Watson (cyclist) ‏ | 35               |

| Intermarché-Wanty-Gobert Matériaux IWG | Intermarché-Wanty-Gobert Matériaux IWG | Intermarché-Wanty-Gobert Matériaux IWG |
| -------------------------------------- | -------------------------------------- | -------------------------------------- |
| م                                      | عداء                                   | مرتبة                                  |
| 71                                     | ديميتري كلايس                          | 44                                     |
| 72                                     | Julius Johansen ‏                       | 51                                     |
| 73                                     | هوغو بيج ‏                              | 16                                     |
| 74                                     | أدريان بيتي                            | 3                                      |
| 76                                     | Taco van der Hoorn ‏                    | 71                                     |
| 77                                     | Kévin Van Melsen ‏                      | 42                                     |

| Alpecin-Fenix AFC | Alpecin-Fenix AFC                | Alpecin-Fenix AFC |
| ----------------- | -------------------------------- | ----------------- |
| م                 | عداء                             | مرتبة             |
| 81                | يجف دي بوندت                     | 2                 |
| 82                | فلوريس دي تير                    | لم يكمل السباق    |
| 83                | Maurice Ballerstedt ‏             | 89                |
| 84                | Guillaume Van Keirsbulck ‏        | 31                |
| 85                | إدوارد بلانكايرتإدوارد بلانكايرت | لم يكمل السباق    |
| 86                | جوليان فيرموت                    | لم يكمل السباق    |
| 87                | Ayco Bastiaens ‏                  | 61                |

| Arkéa-Samsic ARK | Arkéa-Samsic ARK   | Arkéa-Samsic ARK |
| ---------------- | ------------------ | ---------------- |
| م                | عداء               | مرتبة            |
| 91               | Dayer Quintana ‏    | لم يكمل السباق   |
| 92               | أموري كابيو        | 7                |
| 93               | Christophe Noppe ‏  | لم يكمل السباق   |
| 95               | Markus Pajur ‏      | 65               |
| 96               | Benjamin Declercq ‏ | لم يكمل السباق   |
| 97               | Kévin Vauquelin ‏   | 25               |

| Bardiani CSF Faizanè BCF | Bardiani CSF Faizanè BCF | Bardiani CSF Faizanè BCF |
| ------------------------ | ------------------------ | ------------------------ |
| م                        | عداء                     | مرتبة                    |
| 101                      | إنريكو باتاغلين          | 67                       |
| 102                      | Johnatan Cañaveral ‏      | 54                       |
| 103                      | Luca Colnaghi ‏           | لم يكمل السباق           |
| 105                      | Alessandro Santaromita ‏  | لم يكمل السباق           |
| 106                      | Enrico Zanoncello ‏       | لم يكمل السباق           |
| 107                      | Samuele Zoccarato ‏       | لم يكمل السباق           |

| فيتال كونسبت ‏ BBK | فيتال كونسبت ‏ BBK | فيتال كونسبت ‏ BBK |
| ----------------- | ----------------- | ----------------- |
| م                 | عداء              | مرتبة             |
| 111               | بيير باربييه      | 4                 |
| 112               | ينس ديبوشار       | 47                |
| 113               | كوينتين جوريغوي   | 56                |
| 114               | Jérémy Lecroq ‏    | لم يكمل السباق    |
| 115               | سيريل ليموان      | 39                |
| 116               | جوليان موريس      | 30                |
| 117               | Luca Mozzato ‏     | 27                |

| بنجوال باوليز ساوكس دبليو بي ‏ BWB | بنجوال باوليز ساوكس دبليو بي ‏ BWB | بنجوال باوليز ساوكس دبليو بي ‏ BWB |
| --------------------------------- | --------------------------------- | --------------------------------- |
| م                                 | عداء                              | مرتبة                             |
| 121                               | Stanisław Aniołkowski ‏            | 85                                |
| 122                               | Karl Patrick Lauk ‏                | 19                                |
| 123                               | Dimitri Peyskens ‏                 | 63                                |
| 124                               | Laurenz Rex ‏                      | لم يكمل السباق                    |
| 125                               | Ludovic Robeet ‏                   | 62                                |
| 126                               | Bas Tietema ‏                      | 80                                |
| 127                               | Tom Wirtgen ‏                      | 23                                |

| سبورت فلاندرين بالويس ‏ SVB | سبورت فلاندرين بالويس ‏ SVB | سبورت فلاندرين بالويس ‏ SVB |
| -------------------------- | -------------------------- | -------------------------- |
| م                          | عداء                       | مرتبة                      |
| 131                        | Milan Fretin ‏              | 48                         |
| 132                        | أليكس كولمان ‏              | 88                         |
| 133                        | Sander De Pestel ‏          | لم يكمل السباق             |
| 134                        | Robbe Ghys ‏                | 9                          |
| 135                        | Kenneth Van Rooy ‏          | 49                         |
| 136                        | Ward Vanhoof ‏              | 17                         |
| 137                        | Aaron Verwilst ‏            | 68                         |

| TotalEnergies TEN | TotalEnergies TEN | TotalEnergies TEN |
| ----------------- | ----------------- | ----------------- |
| م                 | عداء              | مرتبة             |
| 141               | نيكي تيربسترا     | 45                |
| 142               | Sandy Dujardin ‏   | 6                 |
| 143               | كريستوفر لوليس    | لم يكمل السباق    |
| 144               | لورينزو مانزين    | لم يكمل السباق    |
| 145               | جيريمي كابوت      | 90                |

| أونو-إكس موبيليتي ‏ UXT | أونو-إكس موبيليتي ‏ UXT | أونو-إكس موبيليتي ‏ UXT |
| ---------------------- | ---------------------- | ---------------------- |
| م                      | عداء                   | مرتبة                  |
| 151                    | Erik Resell ‏           | 55                     |
| 152                    | Lars Saugstad ‏         | 58                     |
| 153                    | Fredrik Dversnes ‏      | لم يكمل السباق         |
| 154                    | William Blume Levy ‏    | 13                     |
| 155                    | Martin Urianstad ‏      | 50                     |
| 156                    | Kristian Kulset ‏       | 75                     |
| 157                    | إفير سكارسيث ‏          | 66                     |

| Van Rysel–Roubaix ‏ GRL | Van Rysel–Roubaix ‏ GRL | Van Rysel–Roubaix ‏ GRL |
| ---------------------- | ---------------------- | ---------------------- |
| م                      | عداء                   | مرتبة                  |
| 161                    | صموئيل لورو ‏           | 8                      |
| 163                    | Tom Mainguenaud ‏       | لم يكمل السباق         |
| 164                    | افالداس سيسكفهيوس      | 20                     |
| 165                    | Valentin Tabellion ‏    | لم يكمل السباق         |
| 166                    | Norman Vahtra ‏         | 60                     |
| 167                    | Emiel Vermeulen ‏       | لم يكمل السباق         |

| Nice Métropole Côte d'Azur ‏ NMC | Nice Métropole Côte d'Azur ‏ NMC | Nice Métropole Côte d'Azur ‏ NMC |
| ------------------------------- | ------------------------------- | ------------------------------- |
| م                               | عداء                            | مرتبة                           |
| 171                             | Julien Amadori ‏                 | لم يكمل السباق                  |
| 172                             | Kévin Besson ‏                   | لم يكمل السباق                  |
| 173                             | Edouard Bonnefoix ‏              | 87                              |
| 174                             | Jonathan Couanon ‏               | 12                              |
| 175                             | Tristan Delacroix ‏              | 73                              |
| 176                             | Paul Hennequin ‏                 | 83                              |
| 177                             | Maxime Urruty ‏                  | 22                              |

| إتش بي بي تي بي – أوبير 93 ‏ AUB | إتش بي بي تي بي – أوبير 93 ‏ AUB | إتش بي بي تي بي – أوبير 93 ‏ AUB |
| ------------------------------- | ------------------------------- | ------------------------------- |
| م                               | عداء                            | مرتبة                           |
| 181                             | Jason Tesson ‏                   | 59                              |
| 182                             | Nicolas Debeaumarché ‏           | 18                              |
| 183                             | Flavien Maurelet ‏               | 14                              |
| 184                             | Joris Delbove ‏                  | 64                              |
| 185                             | Tony Hurel ‏                     | لم يكمل السباق                  |
| 186                             | Yoann Paillot ‏                  | 74                              |
| 187                             | Morné van Niekerk ‏              | لم يكمل السباق                  |

| CIC U Nantes Atlantique ‏ 194 | CIC U Nantes Atlantique ‏ 194 | CIC U Nantes Atlantique ‏ 194 |
| ---------------------------- | ---------------------------- | ---------------------------- |
| م                            | عداء                         | مرتبة                        |
| 191                          | Léo Danès ‏                   | 82                           |
| 192                          | Maël Guégan ‏                 | 21                           |
| 193                          | Mathias Le Turnier ‏          | لم يكمل السباق               |
| 194                          | ايمانويل مورين               | 84                           |
| 195                          | Tom Paquet ‏                  | 79                           |
| 196                          | Florian Richard Andrade‏      | لم يكمل السباق               |
| 197                          | Louis Richard ‏               | لم يكمل السباق               |

| Jumbo-Visma TJV | Jumbo-Visma TJV   | Jumbo-Visma TJV |
| --------------- | ----------------- | --------------- |
| م               | عداء              | مرتبة           |
| 1               | بريمو روغيليتش    | 37              |
| 2               | دايفيد ديكر       | 52              |
| 3               | Pascal Eenkhoorn ‏ | لم يكمل السباق  |
| 4               | جوناس فينجارد     | 76              |
| 5               | تيمو روزن (طريق)  | 11              |
| 6               | Mick van Dijke ‏   | 81              |
| 7               | Lennard Hofstede ‏ | لم يكمل السباق  |

| Ineos Grenadiers IGD | Ineos Grenadiers IGD | Ineos Grenadiers IGD |
| -------------------- | -------------------- | -------------------- |
| م                    | عداء                 | مرتبة                |
| 11                   | دانييل مارتينيز      | 29                   |
| 12                   | Kim Heiduk ‏          | 26                   |
| 13                   | جوناتان نارفيز       | 34                   |
| 14                   | ماغنوس شيفيلد        | 43                   |
| 15                   | بن تورنر             | 41                   |

| UAE Team Emirates UAD | UAE Team Emirates UAD | UAE Team Emirates UAD |
| --------------------- | --------------------- | --------------------- |
| م                     | عداء                  | مرتبة                 |
| 21                    | باسكال أكرمان         | لم يكمل السباق        |
| 22                    | Alexys Brunel ‏        | لم يكمل السباق        |
| 23                    | روي أوليفيرا          | 15                    |
| 24                    | فيليكس جروس           | 77                    |
| 25                    | فيجارد ستيك لاينجن    | لم يكمل السباق        |
| 26                    | جويل سوتير            | 86                    |
| 27                    | ماكسيميليانو ريتشيزي  | لم يكمل السباق        |

| AG2R Citroën Team ACT | AG2R Citroën Team ACT   | AG2R Citroën Team ACT |
| --------------------- | ----------------------- | --------------------- |
| م                     | عداء                    | مرتبة                 |
| 32                    | Paul Lapeira ‏           | 28                    |
| 33                    | Aurélien Paret-Peintre ‏ | 24                    |
| 34                    | دامين توزي              | 40                    |
| 35                    | Antoine Raugel ‏         | لم يكمل السباق        |
| 36                    | مارك ساريو              | 5                     |
| 37                    | Nicolas Prodhomme ‏      | 57                    |

| Bora-Hansgrohe BOH | Bora-Hansgrohe BOH | Bora-Hansgrohe BOH |
| ------------------ | ------------------ | ------------------ |
| م                  | عداء               | مرتبة              |
| 42                 | Shane Archbold ‏    | لم يكمل السباق     |
| 43                 | باتريك غامبر       | لم يكمل السباق     |
| 44                 | يوناس كوخ          | لم يكمل السباق     |
| 45                 | Martin Laas ‏       | 78                 |
| 46                 | لوكاس بوستلبيرغر   | لم يكمل السباق     |
| 47                 | Matt Walls ‏        | لم يكمل السباق     |

| Cofidis COF | Cofidis COF               | Cofidis COF    |
| ----------- | ------------------------- | -------------- |
| م           | عداء                      | مرتبة          |
| 51          | ماكس والشيد               | 1              |
| 52          | بيت اليجارت               | 33             |
| 53          | توم بولي                  | لم يكمل السباق |
| 54          | André Carvalho (cyclist) ‏ | 91             |
| 55          | Wesley Kreder ‏            | 53             |
| 56          | Kenneth Vanbilsen ‏        | 69             |
| 57          | Jelle Wallays ‏            | 70             |

| Groupama-FDJ GFC | Groupama-FDJ GFC         | Groupama-FDJ GFC |
| ---------------- | ------------------------ | ---------------- |
| م                | عداء                     | مرتبة            |
| 61               | Lewis Askey ‏             | 46               |
| 62               | Clément Davy ‏            | 72               |
| 63               | ماثيو لاداجنوس           | 38               |
| 64               | Fabian Lienhard ‏         | 32               |
| 65               | Bram Welten ‏             | 10               |
| 66               | Rait Ärm ‏                | 36               |
| 67               | Samuel Watson (cyclist) ‏ | 35               |

| Intermarché-Wanty-Gobert Matériaux IWG | Intermarché-Wanty-Gobert Matériaux IWG | Intermarché-Wanty-Gobert Matériaux IWG |
| -------------------------------------- | -------------------------------------- | -------------------------------------- |
| م                                      | عداء                                   | مرتبة                                  |
| 71                                     | ديميتري كلايس                          | 44                                     |
| 72                                     | Julius Johansen ‏                       | 51                                     |
| 73                                     | هوغو بيج ‏                              | 16                                     |
| 74                                     | أدريان بيتي                            | 3                                      |
| 76                                     | Taco van der Hoorn ‏                    | 71                                     |
| 77                                     | Kévin Van Melsen ‏                      | 42                                     |

| Alpecin-Fenix AFC | Alpecin-Fenix AFC                | Alpecin-Fenix AFC |
| ----------------- | -------------------------------- | ----------------- |
| م                 | عداء                             | مرتبة             |
| 81                | يجف دي بوندت                     | 2                 |
| 82                | فلوريس دي تير                    | لم يكمل السباق    |
| 83                | Maurice Ballerstedt ‏             | 89                |
| 84                | Guillaume Van Keirsbulck ‏        | 31                |
| 85                | إدوارد بلانكايرتإدوارد بلانكايرت | لم يكمل السباق    |
| 86                | جوليان فيرموت                    | لم يكمل السباق    |
| 87                | Ayco Bastiaens ‏                  | 61                |

| Arkéa-Samsic ARK | Arkéa-Samsic ARK   | Arkéa-Samsic ARK |
| ---------------- | ------------------ | ---------------- |
| م                | عداء               | مرتبة            |
| 91               | Dayer Quintana ‏    | لم يكمل السباق   |
| 92               | أموري كابيو        | 7                |
| 93               | Christophe Noppe ‏  | لم يكمل السباق   |
| 95               | Markus Pajur ‏      | 65               |
| 96               | Benjamin Declercq ‏ | لم يكمل السباق   |
| 97               | Kévin Vauquelin ‏   | 25               |

| Bardiani CSF Faizanè BCF | Bardiani CSF Faizanè BCF | Bardiani CSF Faizanè BCF |
| ------------------------ | ------------------------ | ------------------------ |
| م                        | عداء                     | مرتبة                    |
| 101                      | إنريكو باتاغلين          | 67                       |
| 102                      | Johnatan Cañaveral ‏      | 54                       |
| 103                      | Luca Colnaghi ‏           | لم يكمل السباق           |
| 105                      | Alessandro Santaromita ‏  | لم يكمل السباق           |
| 106                      | Enrico Zanoncello ‏       | لم يكمل السباق           |
| 107                      | Samuele Zoccarato ‏       | لم يكمل السباق           |

| فيتال كونسبت ‏ BBK | فيتال كونسبت ‏ BBK | فيتال كونسبت ‏ BBK |
| ----------------- | ----------------- | ----------------- |
| م                 | عداء              | مرتبة             |
| 111               | بيير باربييه      | 4                 |
| 112               | ينس ديبوشار       | 47                |
| 113               | كوينتين جوريغوي   | 56                |
| 114               | Jérémy Lecroq ‏    | لم يكمل السباق    |
| 115               | سيريل ليموان      | 39                |
| 116               | جوليان موريس      | 30                |
| 117               | Luca Mozzato ‏     | 27                |

| بنجوال باوليز ساوكس دبليو بي ‏ BWB | بنجوال باوليز ساوكس دبليو بي ‏ BWB | بنجوال باوليز ساوكس دبليو بي ‏ BWB |
| --------------------------------- | --------------------------------- | --------------------------------- |
| م                                 | عداء                              | مرتبة                             |
| 121                               | Stanisław Aniołkowski ‏            | 85                                |
| 122                               | Karl Patrick Lauk ‏                | 19                                |
| 123                               | Dimitri Peyskens ‏                 | 63                                |
| 124                               | Laurenz Rex ‏                      | لم يكمل السباق                    |
| 125                               | Ludovic Robeet ‏                   | 62                                |
| 126                               | Bas Tietema ‏                      | 80                                |
| 127                               | Tom Wirtgen ‏                      | 23                                |

| سبورت فلاندرين بالويس ‏ SVB | سبورت فلاندرين بالويس ‏ SVB | سبورت فلاندرين بالويس ‏ SVB |
| -------------------------- | -------------------------- | -------------------------- |
| م                          | عداء                       | مرتبة                      |
| 131                        | Milan Fretin ‏              | 48                         |
| 132                        | أليكس كولمان ‏              | 88                         |
| 133                        | Sander De Pestel ‏          | لم يكمل السباق             |
| 134                        | Robbe Ghys ‏                | 9                          |
| 135                        | Kenneth Van Rooy ‏          | 49                         |
| 136                        | Ward Vanhoof ‏              | 17                         |
| 137                        | Aaron Verwilst ‏            | 68                         |

| TotalEnergies TEN | TotalEnergies TEN | TotalEnergies TEN |
| ----------------- | ----------------- | ----------------- |
| م                 | عداء              | مرتبة             |
| 141               | نيكي تيربسترا     | 45                |
| 142               | Sandy Dujardin ‏   | 6                 |
| 143               | كريستوفر لوليس    | لم يكمل السباق    |
| 144               | لورينزو مانزين    | لم يكمل السباق    |
| 145               | جيريمي كابوت      | 90                |

| أونو-إكس موبيليتي ‏ UXT | أونو-إكس موبيليتي ‏ UXT | أونو-إكس موبيليتي ‏ UXT |
| ---------------------- | ---------------------- | ---------------------- |
| م                      | عداء                   | مرتبة                  |
| 151                    | Erik Resell ‏           | 55                     |
| 152                    | Lars Saugstad ‏         | 58                     |
| 153                    | Fredrik Dversnes ‏      | لم يكمل السباق         |
| 154                    | William Blume Levy ‏    | 13                     |
| 155                    | Martin Urianstad ‏      | 50                     |
| 156                    | Kristian Kulset ‏       | 75                     |
| 157                    | إفير سكارسيث ‏          | 66                     |

| Van Rysel–Roubaix ‏ GRL | Van Rysel–Roubaix ‏ GRL | Van Rysel–Roubaix ‏ GRL |
| ---------------------- | ---------------------- | ---------------------- |
| م                      | عداء                   | مرتبة                  |
| 161                    | صموئيل لورو ‏           | 8                      |
| 163                    | Tom Mainguenaud ‏       | لم يكمل السباق         |
| 164                    | افالداس سيسكفهيوس      | 20                     |
| 165                    | Valentin Tabellion ‏    | لم يكمل السباق         |
| 166                    | Norman Vahtra ‏         | 60                     |
| 167                    | Emiel Vermeulen ‏       | لم يكمل السباق         |

| Nice Métropole Côte d'Azur ‏ NMC | Nice Métropole Côte d'Azur ‏ NMC | Nice Métropole Côte d'Azur ‏ NMC |
| ------------------------------- | ------------------------------- | ------------------------------- |
| م                               | عداء                            | مرتبة                           |
| 171                             | Julien Amadori ‏                 | لم يكمل السباق                  |
| 172                             | Kévin Besson ‏                   | لم يكمل السباق                  |
| 173                             | Edouard Bonnefoix ‏              | 87                              |
| 174                             | Jonathan Couanon ‏               | 12                              |
| 175                             | Tristan Delacroix ‏              | 73                              |
| 176                             | Paul Hennequin ‏                 | 83                              |
| 177                             | Maxime Urruty ‏                  | 22                              |

| إتش بي بي تي بي – أوبير 93 ‏ AUB | إتش بي بي تي بي – أوبير 93 ‏ AUB | إتش بي بي تي بي – أوبير 93 ‏ AUB |
| ------------------------------- | ------------------------------- | ------------------------------- |
| م                               | عداء                            | مرتبة                           |
| 181                             | Jason Tesson ‏                   | 59                              |
| 182                             | Nicolas Debeaumarché ‏           | 18                              |
| 183                             | Flavien Maurelet ‏               | 14                              |
| 184                             | Joris Delbove ‏                  | 64                              |
| 185                             | Tony Hurel ‏                     | لم يكمل السباق                  |
| 186                             | Yoann Paillot ‏                  | 74                              |
| 187                             | Morné van Niekerk ‏              | لم يكمل السباق                  |

| CIC U Nantes Atlantique ‏ 194 | CIC U Nantes Atlantique ‏ 194 | CIC U Nantes Atlantique ‏ 194 |
| ---------------------------- | ---------------------------- | ---------------------------- |
| م                            | عداء                         | مرتبة                        |
| 191                          | Léo Danès ‏                   | 82                           |
| 192                          | Maël Guégan ‏                 | 21                           |
| 193                          | Mathias Le Turnier ‏          | لم يكمل السباق               |
| 194                          | ايمانويل مورين               | 84                           |
| 195                          | Tom Paquet ‏                  | 79                           |
| 196                          | Florian Richard Andrade‏      | لم يكمل السباق               |
| 197                          | Louis Richard ‏               | لم يكمل السباق               |

## التصنيف العام النهائي
| التصنيف العام         | التصنيف العام       | التصنيف العام | التصنيف العام                      | التصنيف العام |
| العداء                | العداء              | البلد         | الفريق                             | الوقت         |
| --------------------- | ------------------- | ------------- | ---------------------------------- | ------------- |
| 1                     | ماكس والشيد         | ألمانيا       | Cofidis                            | 4 س 42 د 24 ث |
| 2                     | يجف دي بوندت        | بلجيكا        | Alpecin-Fenix                      | + 0 ث         |
| 3                     | أدريان بيتي         | فرنسا         | Intermarché-Wanty-Gobert Matériaux | + 0 ث         |
| 4                     | بيير باربييه (دراج) | فرنسا         | فيتال كونسبت ‏                      | + 0 ث         |
| 5                     | مارك ساريو          | فرنسا         | AG2R Citroën Team                  | + 0 ث         |
| 6                     | Sandy Dujardin ‏     | فرنسا         | TotalEnergies                      | + 0 ث         |
| 7                     | أموري كابيو         | بلجيكا        | اركيا سامسيك                       | + 0 ث         |
| 8                     | صموئيل لورو ‏        | فرنسا         | Van Rysel–Roubaix ‏                 | + 0 ث         |
| 9                     | Robbe Ghys ‏         | بلجيكا        | سبورت فلاندرين بالويس ‏             | + 0 ث         |
| 10                    | Bram Welten ‏        | هولندا        | Groupama-FDJ                       | + 0 ث         |
| مصدر: ProCyclingStats |                     |               |                                    |               |

## وصلات خارجية
- الموقع الرسمي
- لمحة عن سباق جائزة دينين الكبرى 2022 على موقع  ProCyclingStats   (برو  سايكلنج  ستاتس) - إحصاءات  محترفي  الدراجات.
- جائزة دينين الكبرى 2022 على موقع إحصائيات الدراجات الإحترافية (الإنجليزية)